# Mimoza Veliu
Mimoza Veliu (mac. Мимоза Велиу; ur. 28 marca 1979 w Tetowie) – północnomacedońska fotografka pochodzenia albańskiego.

## Życiorys
Pracowała jako fotografka dla albańskojęzycznych czasopism wydawanych w Macedonii. W 2002 roku przeprowadziła się do Berlina, gdzie kontynuowała karierę fotograficzną.
Jej fotografie były wystawiane m.in. w Berlinie, Borås, Monachium, Nowym Jorku, Prisztinie, Tiranie, Tetowie, Wiedniu. W 2008 roku jako pierwsza fotografka miała własną wystawę indywidualną w Narodowej Galerii Sztuki Kosowa; w tym samym roku otrzymała także nagrodę Gjona Miliego, przyznaną przez daną galerię.